# Oligotrichia
Los oligotricos (Oligotrichia gr. "pocos pelos") son un grupo de protistas del filo Ciliophora incluido en Spirotrichea. Tienen cilios orales prominentes, dispuestos como un collar y solapa, en contraste con Choreotrichia, donde forman un círculo completo. Los cilios corporales se reducen a una faja y a cilios ventrales. En Halteria y sus parientes forman cerdas o cirros; sin embargo estos géneros pueden ser parientes más cercanos de Stichotrichia que de otros oligotrichia. Estos organismos son muy comunes en comunidades planctónicas, especialmente en los ecosistemas marinos. Se encuentran generalmente en concentraciones de cerca de 1 célula por ml, con lo que son los herbívoros marinos, el primer eslabón de la cadena alimentaria.